# フリードリヒ・アウグスト・フォン・コーゼル
フリードリヒ・アウグスト・フォン・コーゼル（Friedrich August Graf von Cosel, 1712年8月17日 - 1770年10月15日）は、ドイツ・ザクセン選帝侯領の将軍。伯爵。

## 生涯
ザクセンとポーランドの統治者アウグスト強王と、愛妾のコーゼル伯爵夫人アンナ・コンスタンティアの間の3番目・最後の非嫡出子。王の認知された非嫡出子の中では最年少であった。
オーストリア継承戦争では1741年のプラハ占領に従軍。この時の軍功を評価され、ザクセン軍の歩兵大将及び近衛連隊長に任じられたが、軍隊生活は性に合わず1746年早くも軍務を引退する。1746年6月1日、ザクセンの有力政治家でオーバーリヒテナウ城主のクリスティアン・ゴットリープ・フォン・ホルツェンドルフ伯爵（1696年 - 1755年）の娘フリーデリケ・クリスティアーネ（1723年 - ?）と結婚し、間に5人の子をもうけた。
1762年、ドレスデン市街地の地所を購入し、建築家ユリウス・ハインリヒ・シュヴァルツェに命じてコーゼル宮殿を建造したが、実際に居住することはなかった。また、母方の祖父母から相続したホルシュタイン地方デーペナウ荘園にも住まず、ニーダーシュレージエン地方ザボール荘園で家族と共に暮らした。彼はザボール城をロココ様式に改築した。
息子たちはいずれも生涯未婚だったため、コーゼル伯爵の家名は1789年に絶えた。

## 子女
- 息子（1750年、夭折）
- コンスタンティア・アレクサンドラ（1752年 - 1804年） - 1772年クヌーテンボリ＝ギュルデンステーン伯ヨハン・ヘンリク・クヌート（ドイツ語版）と結婚、1男4女をもうける
- グスタフ・エルンスト（1755年 - 1789年） - 未婚
- シャルロッテ・ルイーゼ・マリアンネ（1757年 - 1831年） - 1781年ルドルフ・フォン・ビューナウ伯爵（1750年 - 1806年）と結婚、娘1人をもうける、子孫にハンニバル・フォン・リュッティヒャウがいる[1]
- ジギスムント（1758年 - 1786年） - 未婚、ザクセン近衛連隊中尉

## 引用・脚注
1. ↑  Charlotte Luise Marianne von Cosel, Gräfin von Cosel, Geneanet/Stammbaum. - 2020年4月28日閲覧。